# Lyteba carinifrons
Lyteba carinifrons är en stekelart som först beskrevs av Jean-Jacques Kieffer 1909.  Lyteba carinifrons ingår i släktet Lyteba, och familjen hyllhornsteklar. Arten är reproducerande i Sverige.